# Особняк (телесериал)
«Особняк» (кор. 장미맨션) — южнокорейский веб-сериал, премьера которого состоялась 13 мая 2022 года на сервисе TVING.

## Сюжет
Сестра Джины внезапно пропадает из своей квартиры в доме, который планируется реконструировать. Она пытается разобраться в происходящем, с чем ей помогает сержант полиции Минсу. Подозрительные соседи сестры прячут свою жадность за обыденной внешностью и секретами, которые раскрываются по мере того, как пара копает всё глубже.

## В ролях
- Лим Джиён — Сон Джина, сестра пропавшей Джихён[3]
- Юн Гюнсан — Пак Минсу, сержант полиции, который хочет докопаться до истины несмотря ни на что[3]
- Сон Бёнхо — Сон Хёнсик, отец Джины и Джихён[4]
- Чон Унин — Чан Вонсок[5]
- Чо Дальхван — Ли Ухёк, ранее осужденный убийца, страдающий психическим заболеванием[6]
- Ким Джону — Ким Донхён[7]
- Ли Мидо — Сокча/Хан Хонджу, глава Женской ассоциации[8]
- Ким Доюн — Чарли, владелец супермаркета, ранее учившийся за границей, а сейчас заботящийся о своей матери, у которой проблемы с психическим здоровьем[9]
- Сон Боын — девушка, живущая над 809 квартирой[10]
- Э Джу — мясник Чон Дэхо[11]
- Ли Мунсик — Чхве Пхёчхан, руководитель полицейской группы, в которую входит Минсу
- Сон Джиин — Сон Джихён, сестра Джины[12]
- Ко Гюпхиль — Пятёрка, информатор Минсу, хакер и преступник с судимостью[13]
- Чон Эри — мать Чарли